# Sealord Group
Sealord Group es una de las empresas de alimentos más grandes de Nueva Zelanda. Tiene su sede en Nelson, y la mitad es propiedad de maorí a través de 57 iwi a través de Moana Nueva Zelanda, y la otra mitad es propiedad de la empresa japonesa Nissui.

## Historia
Sealord se estableció en 1961. En 1992, los maoríes compraron la mitad de la empresa, mediante la Ley de Resolución del Tratado de Waitangi (Reclamaciones Pesqueras) de 1992. Fue una división 50-50 con Brierley Investments. En 2004, la participación accionaria se trasladó a Aotearoa Fisheries Limited, ahora llamada Moana New Zealand.
En 2000, Brierley Investments anunció que quería vender su participación del 50% en Sealord. Las ofertas de propiedad fueron inicialmente rechazadas por el gobierno debido a que los postores eran inversores extranjeros. Esta participación fue adquirida por la empresa japonesa Nissui en 2001 por 207 millones de dólares después de que fuera aprobada por el gobierno de Nueva Zelanda el 16 de enero. Este acuerdo se realizó en asociación con la Comisión de Pesca del Tratado de Waitangi. Entre 1973 y 1990, Sealord fue parcialmente propiedad de Nissui.
Sealord inició operaciones en Argentina en 2001. La empresa abandonó el país en 2013 por no ser rentable. En mayo de 2012, Sealord comenzó a vender sus últimas granjas de mejillones en la Isla Sur, después de haber poseído anteriormente más de 50 granjas en la Isla Sur. Continuó operando granjas de mejillones en el golfo de Hauraki.
Sealord inauguró un nuevo arrastrero de factoría en noviembre de 2018, llamado Tokatu. Tokatu tardó tres años en construirse y le costó a la empresa 70 millones de dólares. El lanzamiento incluyó una ceremonia de inauguración y kapa haka por parte de estudiantes de la escuela.
En julio de 2020, Sealord recibió una multa de 24.000 dólares y se le ordenó entregar un barco de 16 millones de dólares después de realizar pesca de arrastre de fondo ilegal en una zona protegida entre el 26 y el 28 de octubre de 2018. Cinco veces en este período, Sealord violó un área de protección béntica (BPA) de Mid-Chatham Rise. Un empleado se dio cuenta de que el barco estaba pescando en la zona protegida el 28 de octubre y avisó a la empresa. El Ministerio de Industrias Primarias (MPI) detectó la infracción el 29 de octubre y ese mismo día, Sealord lo informó. El MPI se apoderó de la captura y la vendió por 112 294 dólares. Un trabajador fue multado con 7500 dólares y otro con 5000 dólares.
El 20 de junio de 2021 o antes, Sealord fue acusado después de que se encontró amianto en uno de sus barcos pesqueros. Un trabajador encontró un material de aislamiento en una forma que no reconoció en un vestuario. Se lo contó al capitán del barco y le dijeron que en 1994 el barco fue probado y libre de asbesto. La llamada de atención realizada por el empleado impulsó las pruebas y se encontró asbesto en el barco, pero no en el lugar que el trabajador sospechaba. Sealord creía que había sido retirado del barco en la década de 1980. En diciembre de 2021, Maritime New Zealand expresó su preocupación por el barco y exigió que se le hiciera una prueba de amianto al regresar a Nelson. Llegó a Nelson en diciembre de 2021 y 4 de 22 muestras de asbesto dieron positivo. Sealord dejó de utilizar el barco el 13 de enero de 2022, dando de baja a su tripulación; recibió la autorización de asbesto en marzo de 2022. En agosto de 2023, Sealord Group fue declarado culpable de poner en peligro a los empleados debido al amianto en el Tribunal de Distrito de Nelson. En diciembre de 2023, Sealord recibió una multa de 257 250 dólares y se le ordenó pagar 3000 dólares de reparación a dos miembros de la tripulación y 30 000 dólares en costas legales.
En mayo de 2023, Sealord trajo 115 trabajadores de Vietnam para la temporada de pesca de hoki (mayo a septiembre). En 2022, a la empresa le faltaban 200 trabajadores para la temporada de hoki, lo que le costó 7 millones de dólares.
En septiembre de 2023, Sealord acordó adquirir Independent Fisheries, que, si se completa y aprueba la Comisión de Comercio, convertiría a Sealord en la empresa de productos del mar más grande de Nueva Zelanda. En el acuerdo incluiría una cuota de 46 000 toneladas métricas, tres buques pesqueros factoría de aguas profundas (dos de propiedad, uno fletado), una instalación de almacenamiento en frío y más de 500 empleados. La Comisión de Comercio aprobó el acuerdo en noviembre de 2023.

## Operaciones
La mitad de Sealord es propiedad de 57 iwi, y el 80% de las ganancias de la empresa van a las iwi.
Sealord cría salmón y trucha en Australia, que a 2013, representa el 15% de su «balance».